# Sillery (Marne)
Pour les articles homonymes, voir Sillery.
Sillery [sil(ə)ʁi] est une commune française, située au sud-est de Reims, dans le département de la Marne en région Grand Est. Le vin produit sur la commune pourrait être à l'origine du nom du syllabub, un dessert anglais[réf. souhaitée].

## Géographie

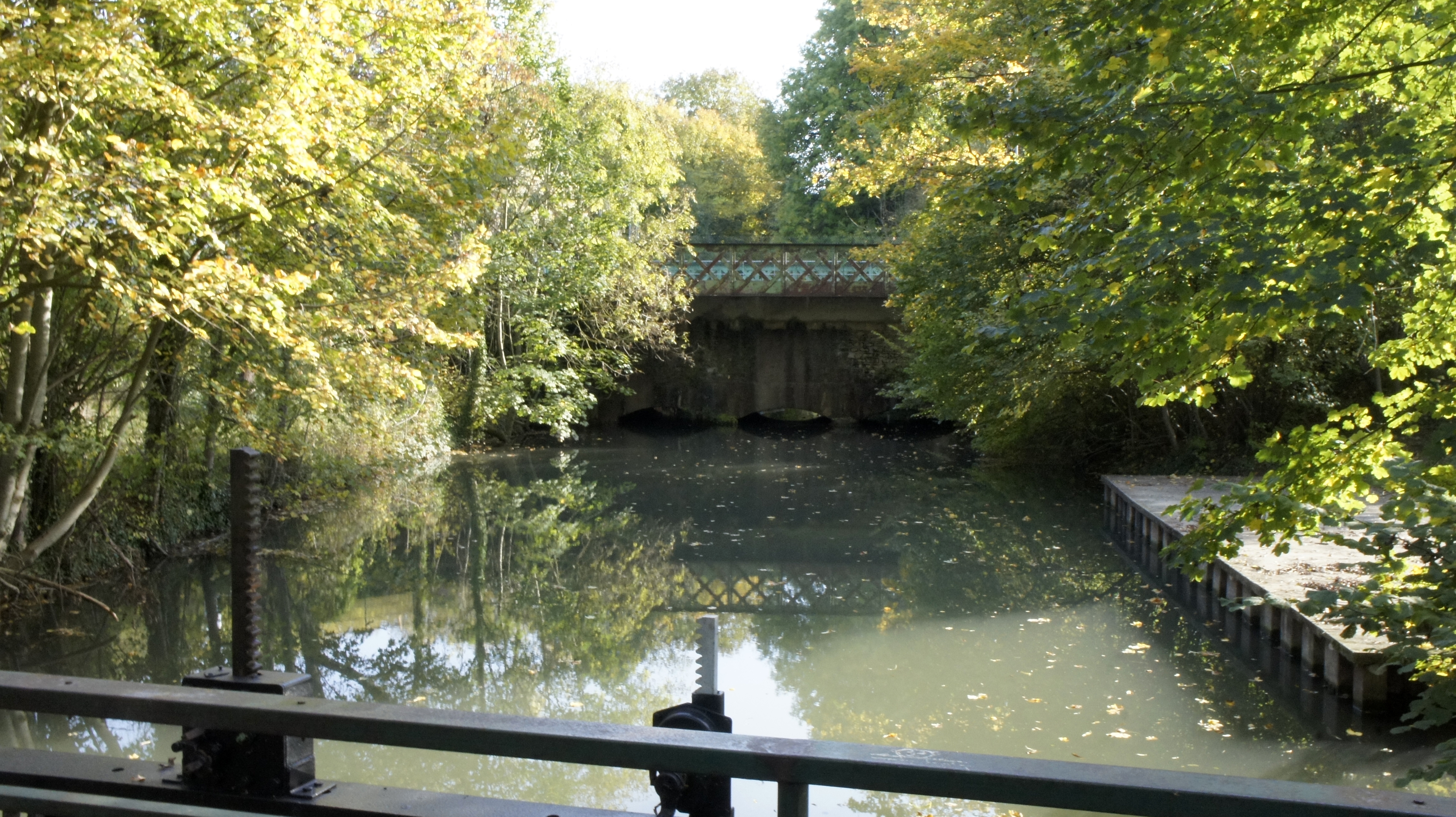
Le pont-canal sur la Vesle.

Situé dans le Bassin parisien, la commune est le lieu de passage de la Vesle qui croise le canal de l'Aisne à la Marne par un pont-canal. Elle se trouve sur la D 8 et entourée par l'A4 et l'ancienne RN 44, jouxtant l'aérodrome de Prunay.
|           | Prunay           |                                  |
| Puisieulx | Sillery          | Verzenay vers Beaumont-sur-Vesle |
|           | Mailly-Champagne | Verzenay                         |

### Hydrographie

#### Réseau hydrographique
La commune est dans la région hydrographique « la Seine du confluent de l'Oise (inclus) à l'embouchure » au sein du bassin Seine-Normandie. Elle est drainée par la Vesle et le canal de la Marne à l'Aisne,.
La Vesle, d'une longueur de 139 km, prend sa source dans la commune de Somme-Vesle et se jette  dans l'Aisne à Ciry-Salsogne, après avoir traversé 52 communes. Les caractéristiques hydrologiques de la Vesle sont données par la station hydrologique située sur la commune de Sillery. Le débit moyen mensuel est de 2,63 m3/s. Le débit moyen journalier maximum est de 13,9 m3/s, atteint lors de la crue du 12 février 1988. Le débit instantané maximal est quant à lui de 14,3 m3/s, atteint le 18 avril 2001.
Depuis 1866, le canal de l'Aisne à la Marne reliant Berry-au-Bac à Condé-sur-Marne permet à Reims d'avoir un accès à la Marne à partir des canaux de l'Aisne. Construit à partir du 9 mars 1842, ce canal à bief de partage possède une longueur de 58 km et a permis, lorsque cette voie maritime a été reliée en 1861 par le canal de la Marne au Rhin, de former une grande ligne de navigation qui permit de relier Strasbourg à Lille en passant par le Rhin. Il est mis au gabarit Freycinet entre 1878 et 1883,. 

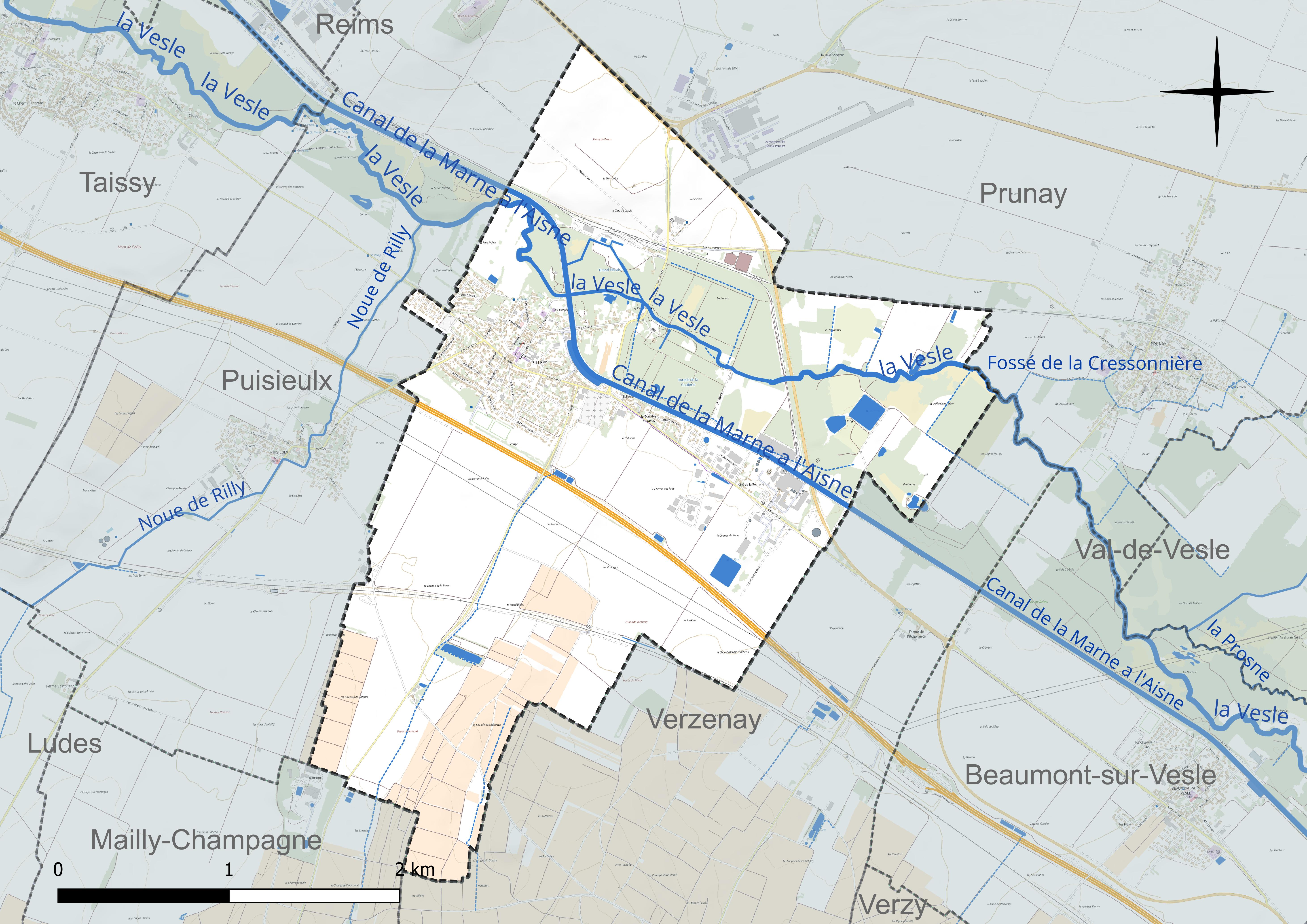
Réseau hydrographique de Sillery.

#### Gestion et qualité des eaux
Le territoire communal est couvert par le schéma d'aménagement et de gestion des eaux (SAGE) « Aisne Vesle Suippe ». Ce document de planification, dont le territoire s’étend sur 3 096 km2 répartis sur trois départements (Aisne, Marne et Ardennes) et deux régions (Champagne-Ardenne et Picardie), a été approuvé le 16 décembre 2013. La structure porteuse de l'élaboration et de la mise en œuvre est le Syndicat d’aménagement des bassins Aisne Vesle Suippe (SIABAVES). 
La qualité des cours d’eau peut être consultée sur un site dédié géré par les agences de l’eau et l’Agence française pour la biodiversité. 

### Climat
Pour des articles plus généraux, voir Climat du Grand Est et Climat de la Marne.
En 2010, le climat de la commune est de type climat océanique dégradé des plaines du Centre et du Nord, selon une étude du Centre national de la recherche scientifique s'appuyant sur une série de données couvrant la période 1971-2000. En 2020, Météo-France publie une typologie des climats de la France métropolitaine dans laquelle la commune est exposée à un climat océanique altéré et est dans la région climatique  Nord-est du bassin Parisien, caractérisée par un ensoleillement médiocre, une pluviométrie moyenne régulièrement répartie au cours de l’année et un hiver froid (3 °C). 
Pour la période 1971-2000, la température annuelle moyenne est de 10,4 °C, avec une amplitude thermique annuelle de 15,6 °C. Le cumul annuel moyen de précipitations est de 680 mm, avec 10,8 jours de précipitations en janvier et 8,1 jours en juillet. Pour la période 1991-2020, la température moyenne annuelle observée sur la station météorologique de Météo-France la plus proche, « Mailly-civc », sur la commune de Mailly-Champagne à 5 km à vol d'oiseau, est de 11,2 °C et le cumul annuel moyen de précipitations est de 755,5 mm. 
La température maximale relevée sur cette station est de 39,8 °C, atteinte le 25 juillet 2019 ; la température minimale est de −20 °C, atteinte le 16 janvier 1985,,. 
Les paramètres climatiques de la commune ont été estimés pour le milieu du siècle (2041-2070) selon différents scénarios d'émission de gaz à effet de serre à partir des nouvelles projections climatiques de référence DRIAS-2020. Ils sont consultables sur un site dédié publié par Météo-France en novembre 2022.

## Urbanisme

### Typologie
Au 1er janvier 2024, Sillery est catégorisée bourg rural, selon la nouvelle grille communale de densité à sept niveaux définie par l'Insee en 2022.
Elle est située hors unité urbaine. Par ailleurs la commune fait partie de l'aire d'attraction de Reims, dont elle est une commune de la couronne,. Cette aire, qui regroupe 294 communes, est catégorisée dans les aires de 200 000 à moins de 700 000 habitants,.

### Occupation des sols
L'occupation des sols de la commune, telle qu'elle ressort de la base de données européenne d’occupation biophysique des sols Corine Land Cover (CLC), est marquée par l'importance des territoires agricoles (64,2 % en 2018), en diminution par rapport à 1990 (68,1 %). La répartition détaillée en 2018 est la suivante : 
terres arables (53,3 %), forêts (15,9 %), cultures permanentes (9,5 %), zones urbanisées (8,3 %), zones industrielles ou commerciales et réseaux de communication (7,1 %), milieux à végétation arbustive et/ou herbacée (2,9 %), espaces verts artificialisés, non agricoles (1,7 %), prairies (1,4 %), zones humides intérieures (0,1 %). L'évolution de l’occupation des sols de la commune et de ses infrastructures peut être observée sur les différentes représentations cartographiques du territoire : la carte de Cassini (XVIIIe siècle), la carte d'état-major (1820-1866) et les cartes ou photos aériennes de l'IGN pour la période actuelle (1950 à aujourd'hui).

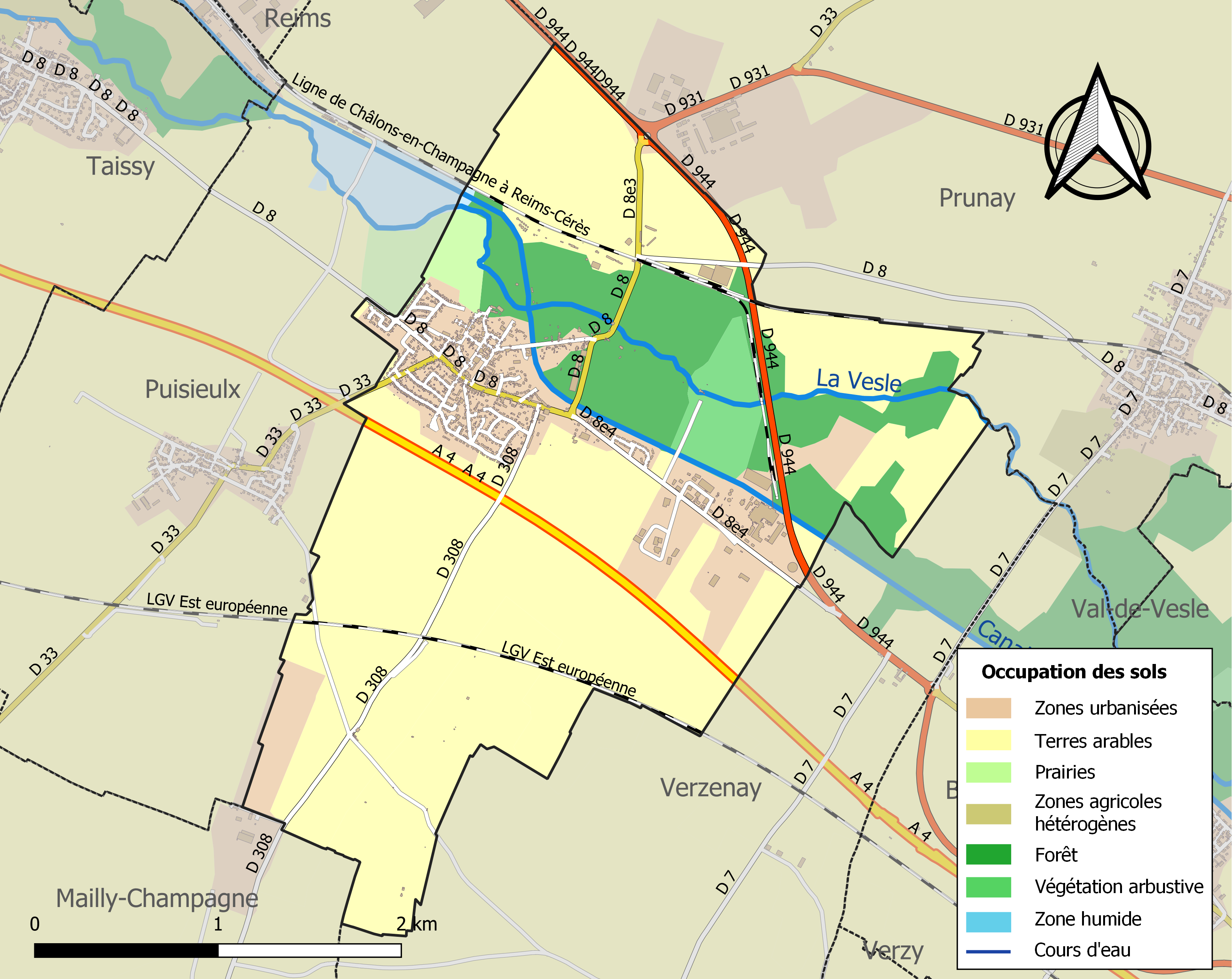
Carte des infrastructures et de l'occupation des sols de la commune en 2018 (CLC).

## Toponymie
Le nom de la localité est attesté sous les formes Seleriacum (1123) ; Selleri (1171) ; Silleri (1171) ; Silliriacum (1183) ; Sillereium (1189) ; Silereium (1193) ; Silleriacum (XIIe siècle) ; Seilleri (1216) ; Seleri, Sileri, Scellieres (vers 1222) ; Syllereium (1240) ; Sillereyum, Sillieri (1281) ; Syllery (1352) ; Sillery vers Reims (1367) ; Sallery (1568) ; « Sillery en la riviere de Marne » (1676) ; Sillerie (1728).

## Histoire
Pendant des siècles, les archevêques de Reims furent les maitres des Sillerotins. La première famille célèbre fut la famille Cauchon. En 1424, Jean Cauchon épousa Marie de Thuisy dont leur fille: Marie épousa Pierre III Brûlart le 30 novembre 1543. Ils eurent 10 enfants dont Nicolas Brulart (1544-1624), conseiller au Parlement sous Henri III et marquis de Sillery. Il signe en 1598 pour Henri IV le traité de Vervins.

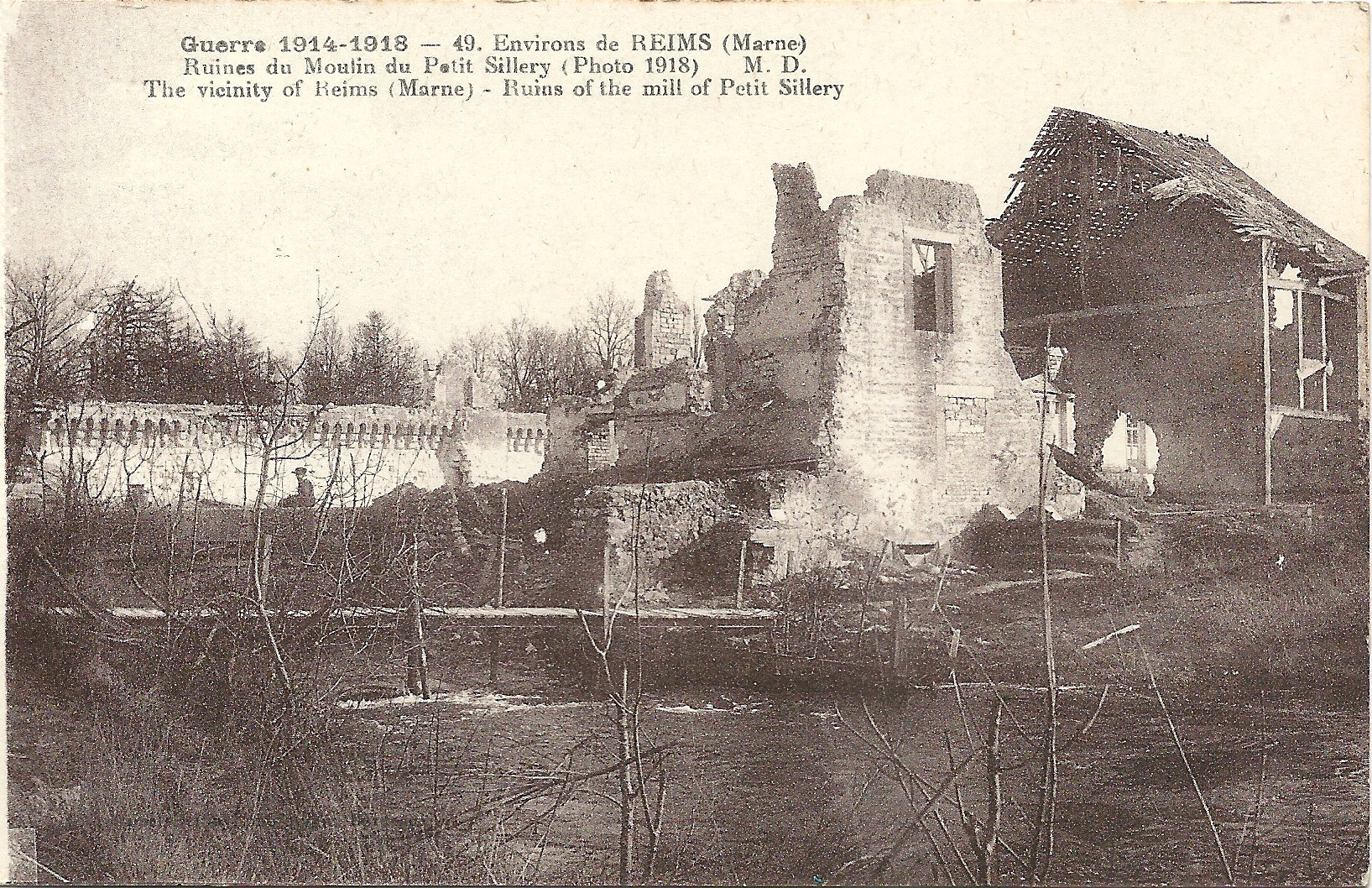
Ruines du moulin de Sillery.

Le donjon du vieux château de Sillery fut détruit par un bombardement pendant la Première Guerre mondiale.

## Héraldique
| Blason de Sillery | Blason  | De gueules à la bande d'or chargée d'une traînée de poudre ondée de sable, côtoyée de cinq barillets du même. |
| Blason de Sillery | Détails | Armes des Brûlart de Sillery. Le statut officiel du blason reste à déterminer.                                |

## Politique et administration

### Intercommunalité
La commune, antérieurement membre de la communauté de communes Vesle et Coteaux de la Montagne de Reims, est membre, depuis le 1er janvier 2013, de la communauté d'agglomération de Reims Métropole.

### Liste des maires
| Période                                  | Période  | Identité                                     | Étiquette      | Qualité                                                                                        |
| ---------------------------------------- | -------- | -------------------------------------------- | -------------- | ---------------------------------------------------------------------------------------------- |
| Les données manquantes sont à compléter. |          |                                              |                |                                                                                                |
| 1983                                     | 2014,    | Jacques Douadi                               | UDF puis MoDem | Pharmacien Ancien conseiller régional Président de la CC Vesle-Montagne de Reims (2008 → 2011) |
| 2014                                     | En cours | Thomas Dubois Réélu pour le mandat 2020-2026 |                |                                                                                                |

### Politique de développement durable
La commune a engagé dans une politique de développement durable en lançant une démarche d'Agenda 21 en 2015.

### Jumelages
La commune est jumelée avec Sillery (Canada) et Adenau (Allemagne).

## Économie
Sur le territoire de la ville se trouve un port fluvial où s'entraîne une équipe de sports en eau vive. La sucrerie, où se trouvent raffinées beaucoup des betteraves de la plaine.

### Transports
La commune est desservie par la ligne  bus  16  (maintenant E5)(Opéra ↔ Prunay - Mairie) du réseau de transports en commun de l'agglomération CITURA qui la relie aux communes de Taissy, Prunay, Cormontreuil et Reims où elle dessert le lycée Marc Chagall ainsi que le centre-ville. Ainsi que la gare de Sillery sur la ligne Châlons/Reims. Le canal de l'Aisne à la Marne avec son pont canal et le port de Sillery.

## Démographie
L'évolution du nombre d'habitants est connue à travers les recensements de la population effectués dans la commune depuis 1793. Pour les communes de moins de 10 000 habitants, une enquête de recensement portant sur toute la population est réalisée tous les cinq ans, les populations de référence des années intermédiaires étant quant à elles estimées par interpolation ou extrapolation. Pour la commune, le premier recensement exhaustif entrant dans le cadre du nouveau dispositif a été réalisé en 2007.

En 2022, la commune comptait 1 830 habitants, en évolution de +5,41 % par rapport à 2016 (Marne : −1,19 %, France hors Mayotte : +2,11 %).
| 1793 | 1800 | 1806 | 1821 | 1831 | 1836 | 1841 | 1846 | 1851 |
| ---- | ---- | ---- | ---- | ---- | ---- | ---- | ---- | ---- |
| 470  | 376  | 334  | 390  | 462  | 508  | 511  | 546  | 587  |

| 1856 | 1861 | 1866 | 1872 | 1876 | 1881 | 1886 | 1891 | 1896 |
| ---- | ---- | ---- | ---- | ---- | ---- | ---- | ---- | ---- |
| 508  | 469  | 462  | 467  | 462  | 482  | 532  | 605  | 611  |

| 1901 | 1906 | 1911 | 1921 | 1926 | 1931 | 1936 | 1946 | 1954 |
| ---- | ---- | ---- | ---- | ---- | ---- | ---- | ---- | ---- |
| 601  | 643  | 620  | 318  | 471  | 502  | 504  | 512  | 626  |

| 1962 | 1968 | 1975 | 1982  | 1990  | 1999  | 2006  | 2007  | 2012  |
| ---- | ---- | ---- | ----- | ----- | ----- | ----- | ----- | ----- |
| 736  | 861  | 953  | 1 532 | 1 520 | 1 655 | 1 575 | 1 564 | 1 661 |

| 2017  | 2022  | - | - | - | - | - | - | - |
| ----- | ----- | - | - | - | - | - | - | - |
| 1 724 | 1 830 | - | - | - | - | - | - | - |

## Culture et patrimoine

### Sites et monuments
Il existait, jusqu'en 1889 une église en pierre, dédiée à Remi de Reims, qui datait du XIIe siècle mais menaçait ruine et le nouveau curé, l'abbé Pechenart, avait de grandes ambitions. Le cimetière ayant été déménagé de l'entour de l'église, il fit démolir l'ancienne pour en bâtir une nouvelle. Celle-ci fut lourdement endommagée au cours de la Première Guerre mondiale et reconstruite après le conflit.

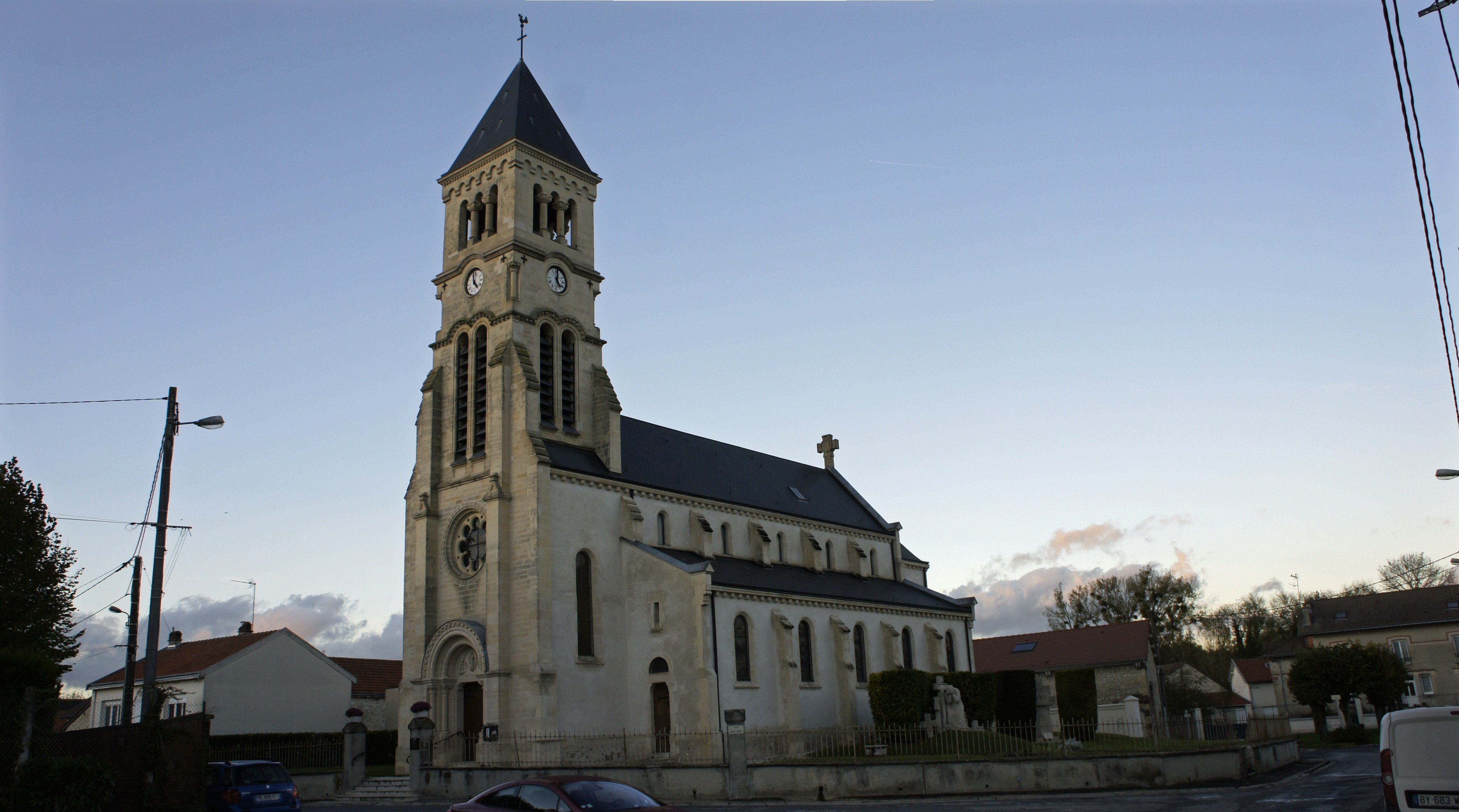
L'église moderne et
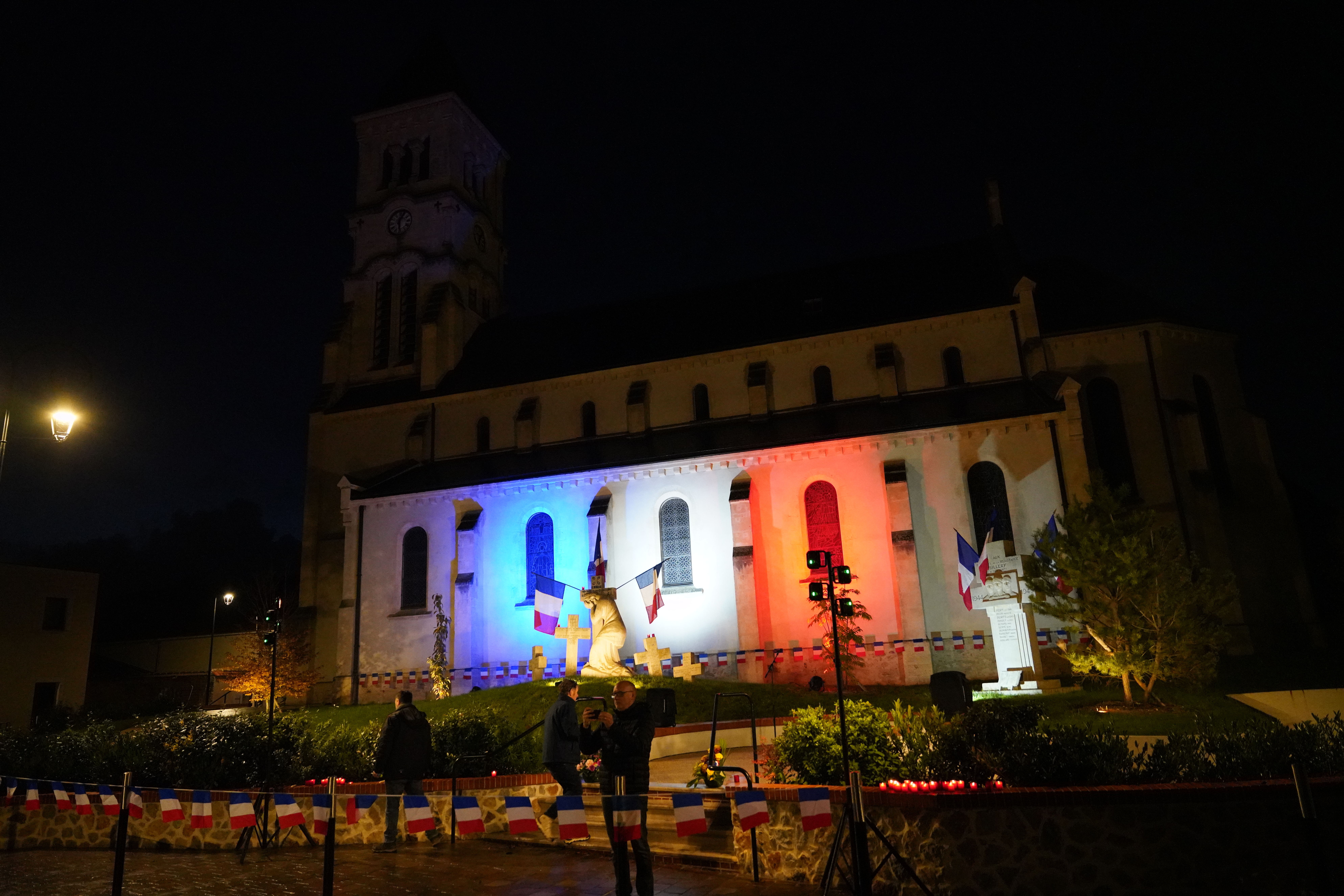
son monument aux morts.
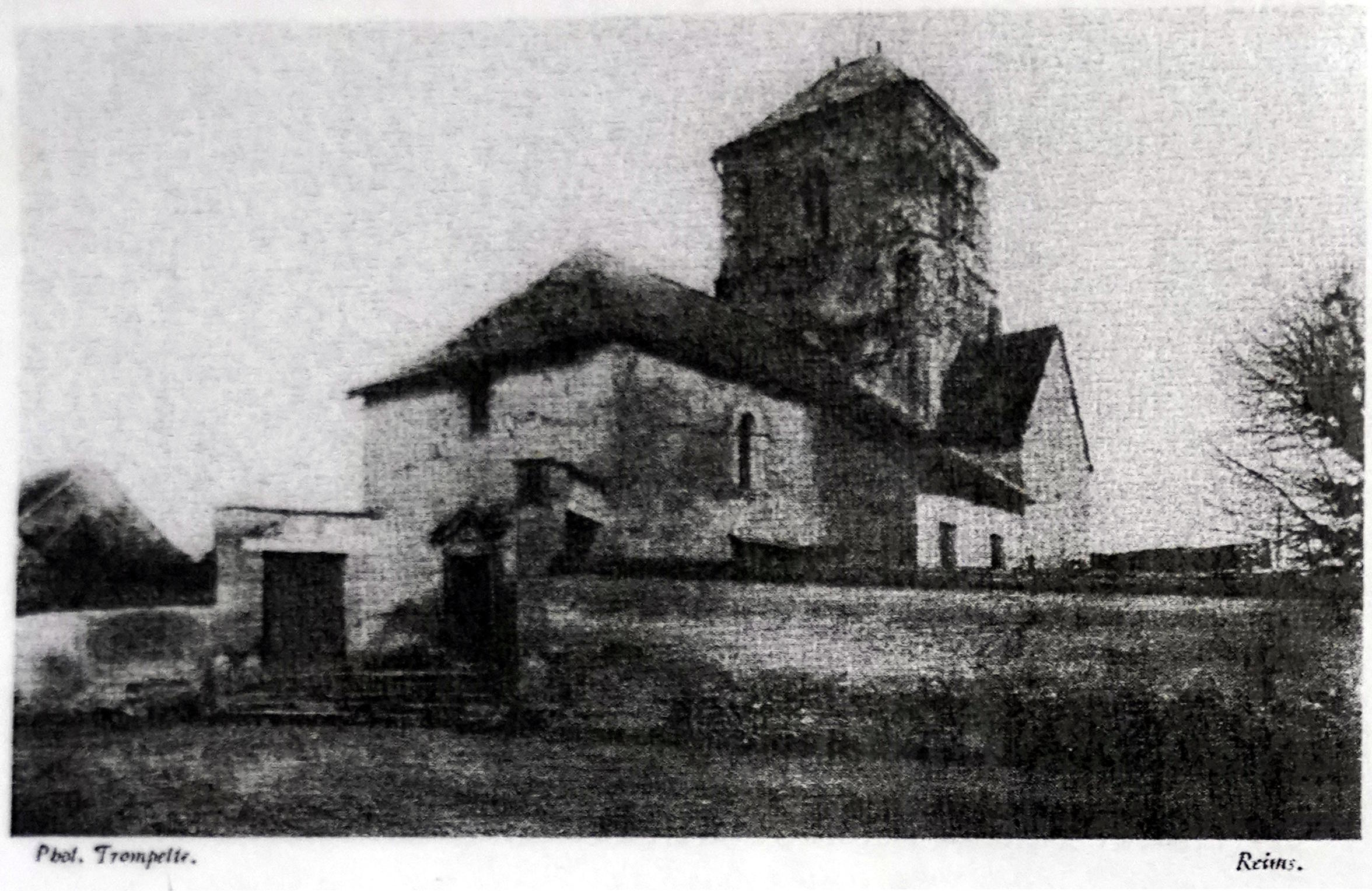
l'église du XIIe siècle.
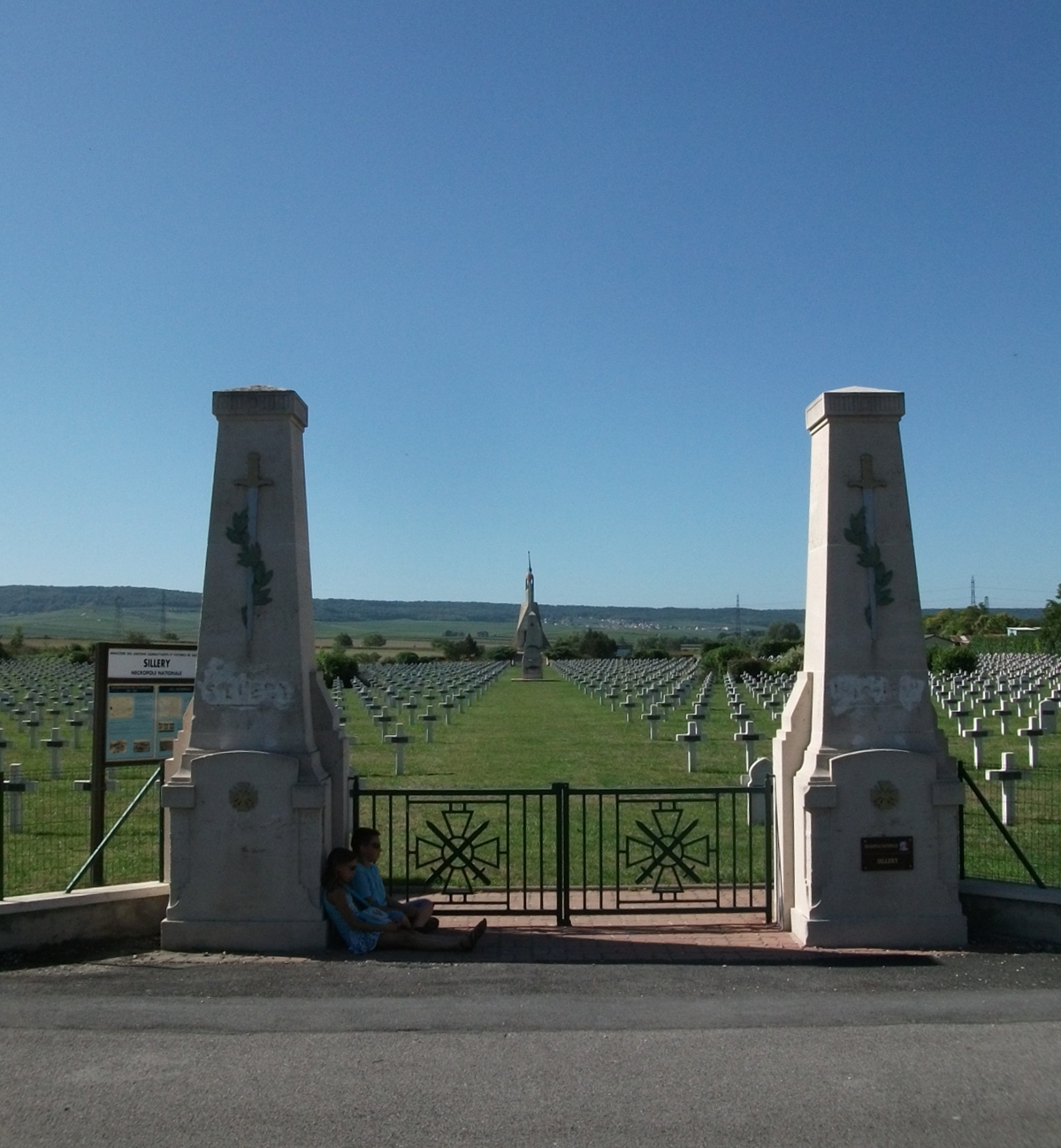
L'entrée de la nécropole nationale.

Sillery accueille la nécropole nationale, l'une des dix-neuf que compte le pays. Elle abrite les tombes de 11 259 soldats français, des anciennes colonies françaises tués pendant la Première Guerre mondiale.

### Sport
Outre le parc de Vesle où se déroulent des activités sportives et culturelles, des sports nautiques sont pratiqués sur la rivière ou le canal. Un kayakiste, François Barouh, natif de Sillery en 1955, a d'ailleurs été médaillé de bronze par équipe aux Jeux olympiques de Los Angeles en 1984.

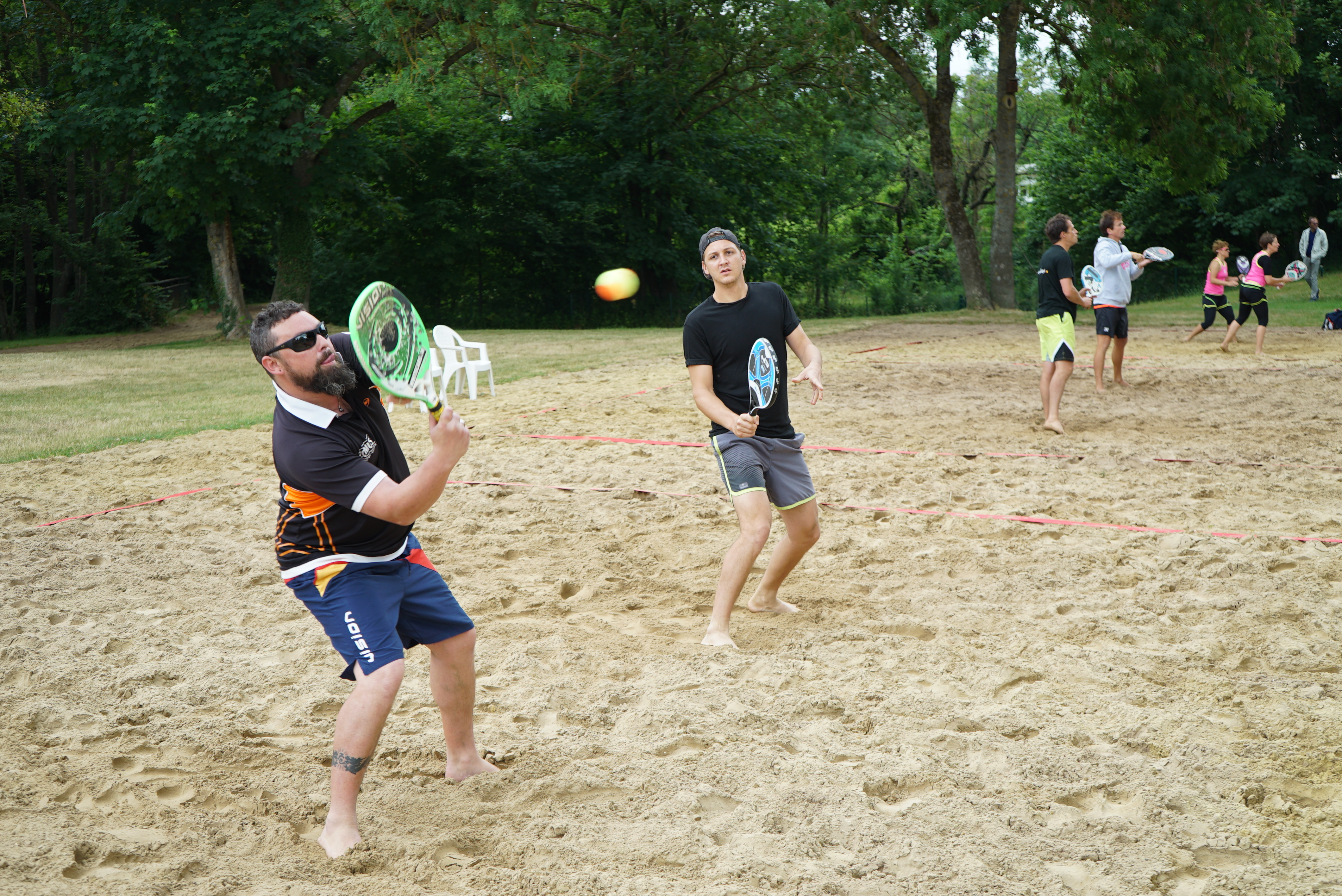
Tournoi international de beach tennis.
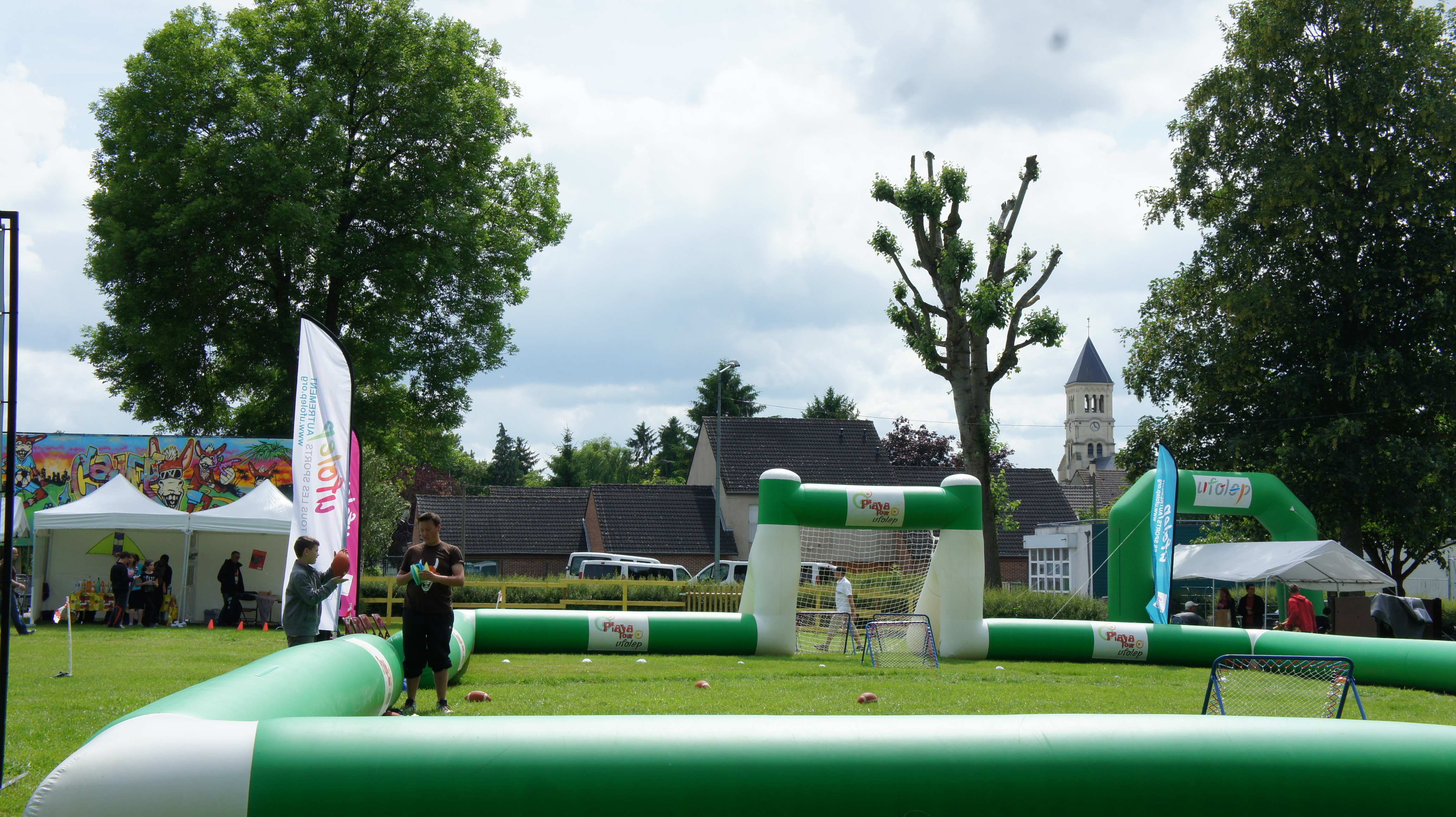
Campo contest.
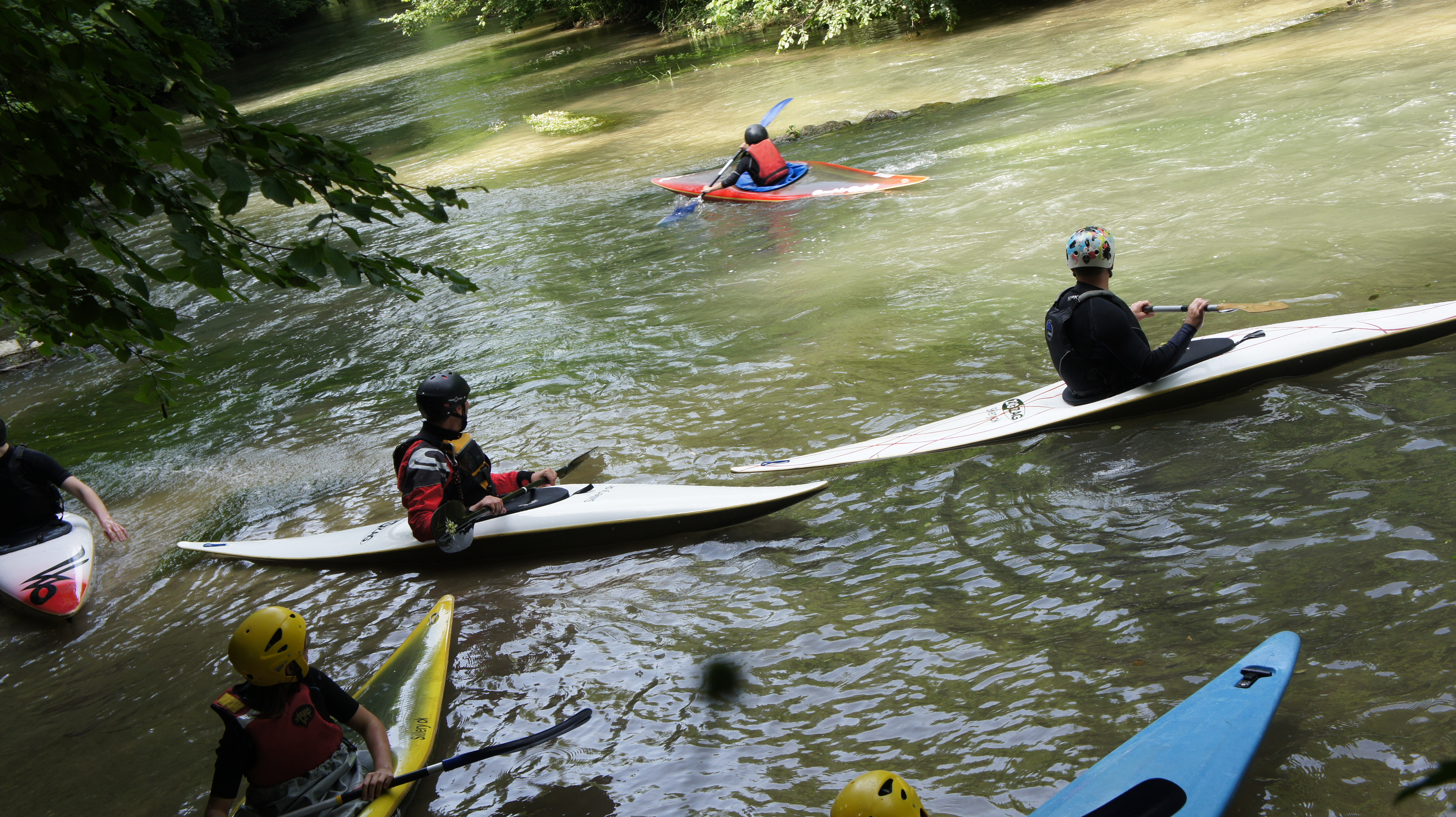
Kayak sur la Vesle.